# Scinax oreites
A Scinax oreites a kétéltűek (Amphibia) osztályának békák (Anura) rendjébe és a levelibéka-félék (Hylidae) családjába tartozó faj.

## Előfordulása
A faj Peru endemikus faja. Természetes élőhelye szubtrópusi vagy trópusi nedves hegyvidéki erdők, mocsarak, időszaki édesvízi tavak és édesvízi mocsarak. A fajt élőhelyének elvesztése fenyegeti.